# Ciani
Ciani (obecnie Zützen koło Luckau) – gród na terenie Łużyc. Kilkakrotnie wspomniany w źródłach historycznych w związku z walkami polsko niemieckimi o Łużyce we wczesnym średniowieczu. W pocz. XI w. wchodził w skład włości Bolesława Chrobrego. W lipcu 1015 roku odbyła się Bitwa pod Ciani, będąca pierwszym poważniejszym starciem armii cesarza Henryka II z wojskami polskimi podczas wyprawy z 1015 roku. Bitwa przegrana przez stronę polską.